# CSI: Miami
CSI: Miami (Crime Scene Investigation: Miami) är en av två spinoffer på TV-serien CSI: Crime Scene Investigation, den andra serien i franchisen och utspelar sig i Miami istället för Las Vegas som originalserien. Precis som moderserien produceras CSI: Miami av Alliance Atlantis Communications, CBS Productions och Jerry Bruckheimer Television, dock i samarbete med Touchstone Television. 13 maj 2012 meddelande CBS att den tionde säsongen blir den sista för serien. 

## Rollbeskrivning

### Horatio Caine
Spelas av David Caruso. Horatio Caine kommer ursprungligen från New York där han snabbt steg i graderna och blev en av de yngsta kriminaldetektiverna någonsin. Det var här som han för första gången svor att försvara och tjäna samhället. När hans kollega blev inblandad i en personlig skandal bad Horatio om att få bli förflyttad till Miami för att rädda kollegans karriär. Där sökte han först tjänst som bombtekniker för att få jobba med något mer krävande och utvecklande. Men det var när han kom i kontakt med kriminalteknikerna på CSI som han insåg sitt rätta kall. Efter att han bevisat sin lämplighet som kriminaltekniker tog han till slut över chefskapet på Miami-Dade Crime Lab. Som person känner Horatio stort ansvar för alla människor runt omkring honom. Men samtidigt låter han sällan känslorna påverka sitt jobb. Och när det kommer till att skydda samhället och människorna som han bryr sig om litar han inte bara på vetenskapen. Horatio litar minst lika mycket på sin egen instinkt. Ett av Horatio Caines karaktärsdrag är när han tar av och sätter på sig sina Silhouette Titanium Model 8568 solglasögon.

### Eric Delko
Spelas av Adam Rodriguez. Eric Delko kom till USA som ofödd flykting när hans gravida mamma flydde från det kommunistiska Kuba för att kunna ge Eric och hans tre systrar ett bättre liv. Hans pragmatiska far uppmuntrade Eric att studera vetenskap medan hans mer idealistiska mamma lärde honom om rätt och fel och moraliska värderingar som att man ska ställa upp för samhället. Eric upptäckte ett sätt där han kunde kombinera föräldrarnas uppmaningar när han sökte till polisskolan i Miami. Där genomförde han sin utbildning till räddningsdykare innan han blev en av de första som den nyblivne chefen Horatio Caine rekryterade till Miami-Dade Crime Lab. Där har han tagit rollen som fingeravtrycksexpert och knarkanalytiker.

### Calleigh Duquesne
Spelas av Emily Procter. Vapenexperten Calleigh Duquesne kommer från landsbygden i staten Louisiana där hon växte upp med en frånvarande mamma och en alkoholiserad pappa. Hon blev därför tvungen att bli ”vuxen” och ta ansvar vid en tidig ålder. Det har lett till att Calleigh alltid strävar efter framgång, ibland till varje pris, och hon gick ut gymnasiet med toppbetyg. Efter gymnasiet flyttade hon hemifrån för att studera på universitet och det var där som hon beslutade sig för att bli polis. Efter en tids traditionell polispatrullering spred sig ryktet om Calleighs kunskaper om skjutvapen och till slut nådde ryktet Horatio Caine på Miami-Dade Crime Lab. Där har hon lärt sig att lita på sina kollegor, men efter att en pojkvän tog livet av sig mitt framför hennes ögon har hon samtidigt svårt att släppa människor in på livet. Calleigh Duquesne bevisar att talang och skönhet kan vara en effektiv kombination. Hon använder ofta sin charm för att bryta igenom isen hos misstänkta.

### Dr. Alexx Woods
Spelas av Khandi Alexander. Alex Woods är äldst av sex syskon och själv mamma till två barn. Hon är därför van vid att ta ansvar både på jobbet och privat. Alexx visste redan vid en tidig ålder att hon ville bli läkare och hon pluggade därför hårt för att uppnå sin dröm. Men när hon väl kom ut i yrkeslivet ansåg hon att byråkrati och gamla rutiner tog alltför mycket tid från det jobb hon egentligen borde göra. Efter en kort livskris tog hon jobb som obducent i New York och det dröjde inte länge förrän hon insåg att hon passade mycket bättre till det än som läkare. För Alexx har även de döda en historia att berätta för henne. När hon fick förfrågan att bli chefsobducent vid det nya Miami-Dade Crime Lab behövde hon inte fundera länge förrän hon accepterade.

### Frank Tripp
Spelas av Rex Linn. När Frank Tripp lekte tjuv och polis som barn var det inte för att han ville bli tjuv eller polis som stor. Han ville bli brandman. Men en knäskada i unga år fick honom att ligga på sjukhus i flera veckor och det var där som han började läsa kriminalromaner. Och allt eftersom han läste, desto mer fast blev han i tanken att det var polis han skulle bli. Han rekryterades därför av Miami-Dade-polisen när det fortfarande gick att bli polis utan en högskoleutbildning och Frank har alltid litat mer på sina kunskaper om gatans lag än på lagböcker och förordningar. Det fick han nytta av när han jobbade på gängroteln där han helt plötsligt fann sig leva livet som han läst om i så många böcker. Resultatet lät heller inte vänta på sig och Frank började dricka för mycket och hans äktenskap höll på att gå under. Då tog han ett sabbatsår och reste bort ett år med sin hustru för att fundera och börja om på nytt. Så fort som han kom tillbaka till Miami ansökte Frank om förflyttning till mordroteln där han trots vissa återfall i tidigare dåliga vanor har hittat sin plats i livet. För även om han nu får besöka flotta villor, exklusiva nattklubbar och VIP-lounger så är brotten de samma. Det är bara förövarna som är flottare. 

### Ryan Wolfe
Spelas av Jonathan Togo. Ryan Wolf kom till Miami-Dade Crima Lab efter att hans företrädare Tim Speedle blev dödad i tjänsten. Wolf började emellertid sin karriär som biologistudent i Boston. Han insåg att hans framtid inte låg i att sitta instängd i ett mörkt laboratorium hela dagarna utan han bestämde sig istället för att flytta till Miami och bli polis. Efter polisutbildningen som han genomförde med toppresultat fick Wolf rykte om sig som en målmedveten och intelligent polis med integritet. Hans ambitioner var helt klart att kliva uppåt i hierarkin och han var på väg att bli befordrad när han fick möjligheten att börja som kriminaltekniker vid Miami-Dade Crime Lab under Horatio Caines ledning. Där kunde han dra nytta av sin vetenskapliga bakgrund i kombination med kunskapen om hur det fungerar på gatan. Till och med Wolfs självdeklarerade tvångssyndrom har funnit en plats inom CSI då hans noggrannhet och känsla för detaljer hjälper honom att utföra sitt jobb till det yttersta.

### Natalia Boa Vista
Spelas av Eva LaRue. Natalia Boa Vista anställdes av Miami-Dade-polisen för att undersöka DNA i oupplösta mordfall. Tjänsten som gjordes möjlig av statliga medel hjälpte henne att få in en fot på Horatio Caines Miami-Dade Crime Lab. Allt eftersom kom det fram att Natalia har blivit utsatt för våld på något sätt av hennes ex-man. Vad han nu gjorde mot henne vet bara de två, men det fick i alla fall honom att hamna i fängelse. Oavsett vad som hände var Natalia redo att börja ett nytt liv. Hon har haft ett gott öga till kollegan Eric Delko och det är osäkert vad de två egentligen känner för varandra.